# Koreatown
Koreatown (kor. 코리아타운) – angielska nazwa dzielnic zamieszkanych przez Koreańczyków.

## Dzielnice
- Koreatown w Los Angeles